# Мухолов-клинодзьоб
Мухолов-клинодзьоб (Todirostrum) — рід горобцеподібних птахів родини тиранових (Tyrannidae). Представники цього роду мешкають в Мексиці, Центральній і Південній Америці.

## Таксономія і систематика
Молекулярно-генетичне дослідження, проведене Телло та іншими в 2009 році дозволило дослідникам краще зрозуміти філогенію родини тиранових. Згідно із запропонованою ними класифікацією, рід Мухолов-клинодзьоб (Todirostrum) належить до родини Пікопланові (Rhynchocyclidae), підродини Мухоловоклинодзьобних (Todirostrinae). До цієї підродини систематики відносять також роди  Чорночубий мухолов (Taeniotriccus), Великий мухоїд (Cnipodectes), Мухолов (Poecilotriccus), Аруна (Myiornis), Тітіріджі (Hemitriccus), Жовтоокий тиранчик (Atalotriccus), Тиранчик-чубань (Lophotriccus) і Криводзьоб (Oncostoma). Однак більшість систематиків не визнає цієї класифікації.

## Види
Виділяють сім видів:
- Мухолов-клинодзьоб плямистий (Todirostrum maculatum)
- Мухолов-клинодзьоб узлісний (Todirostrum poliocephalum)
- Мухолов-клинодзьоб сірий (Todirostrum cinereum)
- Мухолов-клинодзьоб венесуельський (Todirostrum viridanum)
- Мухолов-клинодзьоб біловусий (Todirostrum pictum)
- Мухолов-клинодзьоб жовтобровий (Todirostrum chrysocrotaphum)
- Мухолов-клинодзьоб північний (Todirostrum nigriceps)

## Етимологія
Наукова назва роду Todirostrum походить від сполучення наукової назви роду Тоді (Todus Brisson, 1760) і слова лат. rostrum — дзьоб.